# Khoảng chuyển màu của chất chỉ thị
Trong hóa học phân tích, chất chỉ thị axit-base là những axit hoặc base yếu có khả năng biến đổi màu sắc ở những giá trị pH nhất định. Những giá trị pH này tạo thành những khoảng chuyển màu riêng biệt của chất chỉ thị.

## Cách xác định.
Xác định khoảng chuyển màu của chất chỉ định như sau:

Giả sử chất chỉ định từ axit yếu HInd, hằng số axit KHInd.
Khi đó trong dung dịch có cân bằng
HInd=H++Ind- (1)

Ta có HInd/Ind- là cặp axit, base liên hợp cho 2 màu sắc khác nhau.
KHInd=[H+][Ind-]/[HInd]
=>[H+]=KHInd[HInd]/[Ind-]
Trong môi trường Axit
Cân bằng (1) dịch chuyển sang trái, tỉ số [HInd]/[Ind-] tăng nên dung dịch có màu của chất chỉ thị dạng axit HInd.
Trong môi trường base
Cân bằng (1) dịch chuyển sang phải, tỉ số [HInd]/[Ind-] giảm nên dung dịch có màu của chất chỉ thị dạng base Ind-
Thông thường mắt thường có thể nhận được màu sắc của chất chỉ thị dạng axit khi nồng độ axit gấp 10 lần base liên hợp của nó, và ngược lại đối với màu sắc dạng base.
Màu của HInd khi có pH ≤ pKHInd - 1
Màu của Ind- khi có pH ≥ pKHInd + 1
Khi đó khoảng (pKHInd-1;pKHInd+1) là khoảng chuyển màu của chất chỉ thị.